# Pokașciv, Kiverți
Pokașciv (în ucraineană Покащів) este localitatea de reședință a comunei Pokașciv din raionul Kiverți, regiunea Volînia, Ucraina.

## Demografie
Componența lingvistică a localității Pokașciv
     Ucraineană (99,68%)
     Alte limbi (0,32%)
Conform recensământului din 2001, majoritatea populației localității Pokașciv era vorbitoare de ucraineană (99,68%), existând în minoritate și vorbitori de alte limbi.